# Bilton-in-Ainsty with Bickerton
Bilton-in-Ainsty with Bickerton – civil parish w Anglii, w North Yorkshire, w dystrykcie (unitary authority) North Yorkshire. W 2011 civil parish liczyła 463 mieszkańców. W obszar civil parish wchodzą także Bilton-in-Ainsty i Bickerton.